# アレグ
アレグ（アラビア語: ألاك）はモーリタニアの町である。ブラクナ州の州都である。

## 出身者
- シディ・モハメド・ウルド・シェイク・アブダライ モーリタニアの政治家